# エフエム小国
株式会社エフエム小国（エフエムおぐに）は、熊本県阿蘇郡小国町の一部地域を放送区域として超短波放送（FM放送）を行う特定地上基幹放送事業者である。
Green Pocketの愛称でコミュニティ放送を行っている。

## 概要
1998年（平成10年）開局した熊本県4局目、全国104局目のコミュニティ放送局である。
町を対象とするコミュニティ放送局は、エフエムこんぴら（香川県琴平町・1998年廃局）・南紀白浜コミュニティ放送（和歌山県白浜町）に次いで3局目で、しかも人口が1万人に満たない地方自治体で開局するのは全国初。このため、「日本一小さなラジオ局」を自称している。
その後、エフエムうけん（鹿児島県宇検村）・宮ヶ瀬レイクサイドエフエム（神奈川県清川村）など、小国町より小さい規模の自治体にもコミュニティ放送局は開局している。
第三セクター方式で設立され、小国町が50％を出資しており、マスメディア集中排除原則にいう支配関係にある。

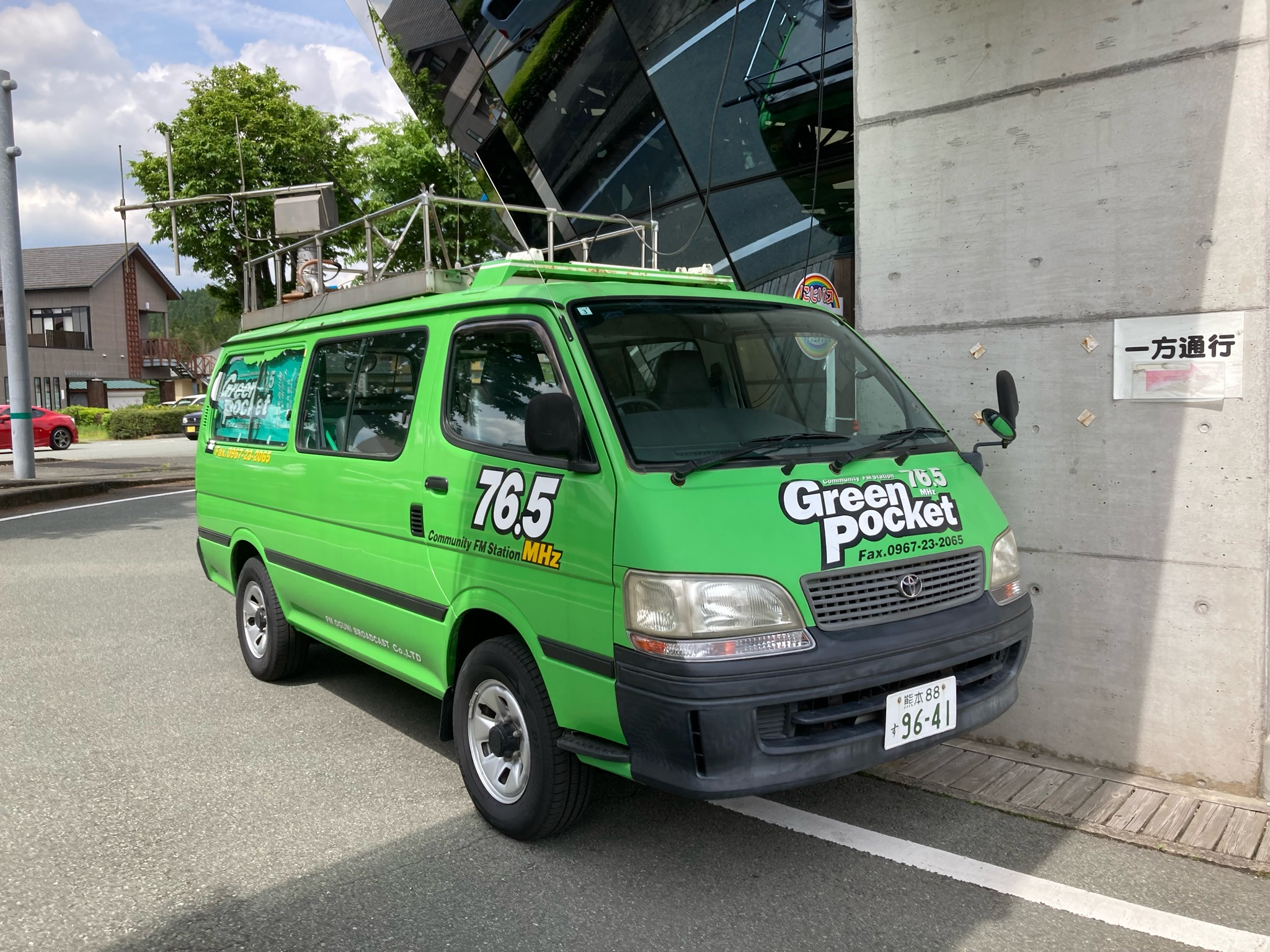
エフエム小国が所有する中継車

自社制作以外の時間帯は開局当初はJ-WAVEからの配信を受けていたが、のちに福岡県の県域放送局であるcross fmの番組などを放送。2018年3月をもってcross fmからの配信を終了（局では〝クロスエフエムさんの番組をお借りしていた〟と表現）し、4月よりMUSIC BIRD COMMUNITYからの配信を開始、24時間放送をスタートさせた。
一時は文字多重放送も行っていた。

## 沿革
- 1997年（平成9年）
  - 11月7日 株式会社エフエム小国設立
  - 12月25日 放送局（現特定地上基幹放送局）の予備免許を取得
- 1998年（平成10年）
  - 6月3日 放送局の免許を取得
  - 7月6日 開局
  - 9月22日 文字多重放送の免許を取得

## 主な番組
- エフエム小国からのお知らせ（月曜 - 日曜 6:55 - 7:00）
- ピンポンパンポン（防災小国）（火曜 - 日曜 6:55 - 7:00、火曜 - 日曜 18:55 - 19:00）
- 広報おぐに（火曜 - 金曜 14:00 - 14:25）※火曜から金曜にか分けて放送
- グリーンサラダ（火 - 金曜 12:00 - 14:00）
- おかわりサラダ（火曜 - 金曜 18:00 - 20:00）※「グリーンサラダ」の再放送
- Radio Sutudio 75（第4週 月曜 23:00 - 24:00、（再放送）第4週 日曜 23:00 - 24:00）
- サラダバイキング（土曜 12:00 - 14:00） - 「グリーンサラダ」のダイジェスト版
- サンデーゆうステーション（日曜 11:00 - 14:00）
- なうい洋一のコミカル症候群（日曜 14:00 - 15:00） - 他ネット番組。
- 歌謡・演歌の小箱スペシャル ヒットチャート（土曜・日曜 20:00 - 22:00）
- 上條貴史の音楽横丁一番地（日曜 22:30 - 23:00） - 他ネット番組